# 1990 год в музыке

## События
- Лучано Паваротти, Пласидо Доминго и Хосе Каррерас начали давать совместные концерты в рамках проекта «Три тенора».
- Рок-группа «Кино» прекратила своё существование в связи с гибелью лидера — Виктора Цоя.
- Великий российский композитор Альфред Шнитке переезжает жить в Гамбург, где живёт вплоть до своей смерти в 1998 году.
- Дэйв Грол присоединился к группе Nirvana

## Хронология
- 3 января — Эндрю Ллойд Уэббер и Сара Брайтман развелись после пяти с половиной лет совместной жизни.
- 16 февраля — Айк Тёрнер приговорён к четырём годам тюремного заключения за хранение кокаина.
- 30 мая — в Нью-Йорке, в Шератон Нью Йорк Отель энд. Тауэрс прошла 21-я ежегодная церемония внесения имён выдающихся композиторов в Зал славы сочинителей песен. На этот раз такой чести были удостоены Джим Кроче (посмертно), Смоки Робинсон и Мишель Легран.
- 5 июня — основание группы «Дискотека Авария».
- 21 июня — Литтл Ричард обрёл персональную именную звезду на голливудской «Аллее славы».
- 7 июля — в Риме по случаю закрытия Чемпионата мира по футболу состоялся первый совместный концерт «Трёх теноров» — Пласидо Доминго, Хосе Каррераса и Лучано Паваротти. Концерт транслировался в прямом эфире по телевидению по всему миру.
- 15 декабря — 45-летний певец Род Стюарт женился на 21-летней модели (ставшей впоследствии актрисой) Рэйчел Хантер.

## Основаны
- рок-группа Anekdoten
- рок-группа Tool
- рок-группа Rage Against the Machine
- рок-группа Tortoise
- рок-группа Life, Sex & Death
- рок-группа Lacrimosa
- рок-группа Pearl Jam
- рок-группа The Cranberries
- рок-группа In Flames
- рок-группа Смысловые галлюцинации
- рок-группа Химера
- рок-группа Znaki
- метал-группа Manic Depressive Psychosis
- метал-группа Immortal
- британская группа The Prodigy
- группа Morcheeba
- группа Take That
- поп-группа Дискотека Авария
- синти и электро-поп группа Технология
- электронная группа БИО
- хип-хоп-дуэт The Neptunes
- музыкальный проект Enigma
- психоделический рок-проект Егор и Опизденевшие

## Выпущенные альбомы
См. также категорию музыкальных альбомов 1990 года.

### Январь
- 10 января — Ward One: Along the Way (Уорд, Билл)

### Февраль
- 5 февраля — Lost Paradise (Paradise Lost)
- 7 февраля — Frizzle Fry (Primus)
- 16 февраля — Spiritual Healing (Death)
- 25 февраля — Faceless World (U.D.O.)
- 26 февраля — Heading for Tomorrow (Gamma Ray)
- 28 февраля — Miditerranean Pads (Klaus Schulze)

### Март
- 12 марта — Beg to Differ (Prong)
- 16 марта — AmeriKKKa's Most Wanted (Ice Cube)
- 17 марта — Just Say Ozzy (Осборн, Оззи)
- 19 марта — Violator (Depeche Mode)
- 20 марта — Changesbowie (Дэвид Боуи)

### Апрель
- 1 апреля -  Инструкция по выживанию (альбом) (Гражданская Оборона)
- 10 апреля — In ogni senso (Эрос Рамаццотти)
- 10 апреля — Act III (Death Angel)
- 11 апреля — Eclipse (Мальмстин, Ингви)
- 11 апреля — Vanity/Nemesis (Celtic Frost)
- 15 апреля — The Massacre (The Exploited)
- 16 апреля — Hammerheart (Bathory)
- 19 апреля — Sons of Kyuss EP (Kyuss)

### Май
- 8 мая — Tattooed Millionaire (Дикинсон, Брюс)
- 8 мая — Wilson Phillips (Wilson Phillips)
- 14 мая — The Good, the Bad and the Live: The 6 1/2 Year Anniversary 12" Collection (Metallica)
- 15 мая — Lock Up the Wolves (Dio)
- 15 мая — World Power (Snap!)
- 16 мая — AmeriKKKa’s Most Wanted (Айс Кьюб)
- 20 мая — Зловещие мертвецы (Сектор Газа)
- 22 мая — I’m Breathless (Madonna)
- 27 мая — Ядрёна вошь (Сектор Газа)
- 28 мая — Amarok (Mike Oldfield)
- 29 мая — By Inheritance (Artillery)

### Июнь
- 1 июня — Танцы в темноте (Сергей Беликов)
- 1 июня — Cracked Brain (Destruction)
- 4 июня — Left Hand Path (Entombed)
- 7 июня — Sumerian Cry (Tiamat)
- 9 июня — Live (Candlemass)
- 11 июня — Aion (Dead Can Dance)
- 12 июня — Mariah Carey (Мэрайя Кэри)
- 21 июня — Flesh & Blood (Poison)
- 21 июня — Impact Is Imminent (Exodus)
- 25 июня — Deicide (Deicide)
- 26 июня — Goo (Sonic Youth)

### Июль
- 3 июля — Lights…Camera…Revolution! (Suicidal Tendencies)
- 5 июля — Ten Commandments (Осборн, Оззи)
- 14 июля — Infinity (Guru Josh)
- 18 июля — Прыг-скок: детские песенки (Егор Летов)
- 19 июля — Apple (Mother Love Bone)
- 24 июля — Cowboys From Hell (Pantera)

### Август
- 7 августа — Blaze of Glory (Bon Jovi)
- 7 августа — World Clique (Deee-Lite)
- 7 августа — Extreme II: Pornograffitti (Extreme)
- 15 августа — Смерть Виктора Цоя
- 17 августа — Eaten Back to Life (Cannibal Corpse)
- 20 августа — Tyr (Black Sabbath)
- 20 августа — Empire (Queensrÿche)
- 20 августа — Time’s Up (Living Colour)
- 20 августа — Liberty (Duran Duran)
- 21 августа — Facelift (Alice in Chains)
- 21 августа — Ritual de lo Habitual (Jane’s Addiction)
- 21 августа — Persistence of Time (Anthrax)

### Сентябрь
- 3 сентября — To the Extreme (Ванилла Айс)
- 3 сентября — Painkiller (Judas Priest)
- 3 сентября — Harmony Corruption (Napalm Death)
- 3 сентября — Listen Without Prejudice, Vol. 1 (Джордж Майкл)
- 11 сентября — Soundtrack from Twin Peaks (Angelo Badalamenti)
- 11 сентября — Cherry Pie (Warrant)
- 12 сентября — Never, Neverland (Annihilator)
- 19 сентября — Cause of Death (Obituary)
- 21 сентября — The Razor’s Edge (AC/DC)
- 24 сентября — Rust in Peace (Megadeth)
- 25 сентября — X (INXS)

### Октябрь
- 1 октября — Better Off Dead (Sodom)
- 1 октября — No Prayer for the Dying (Iron Maiden)
- 3 октября — Tales from the Twilight World (Blind Guardian)
- 5 октября — Slaves & Masters (Deep Purple)
- 8 октября — Obsession (Blue System)
- 9 октября — Souls of Black (Testament)
- 9 октября — Seasons in the Abyss (Slayer)
- 16 октября — Back from Hell (Run-D.M.C.)
- 16 октября — Recycler (ZZ Top)
- 16 октября — The Rhythm of the Saints (Саймон, Пол)
- 21 октября — Staying a Life (Accept)
- 21 октября — Up from the Ashes (Don Dokken)
- 22 октября — Behaviour (Pet Shop Boys)
- 23 октября — Slaughter in the Vatican (Exhorder)
- 30 октября — The Eye (King Diamond)
- Melrose (Tangerine Dream)

### Ноябрь
- 6 ноября — Coma of Souls (Kreator)
- 6 ноября — Crazy World (Scorpions)
- 6 ноября — I’m your baby tonight (Уитни Хьюстон)
- 20 ноября — Heartbreak Station (Cinderella)

### Декабрь
- 3 декабря — MCMXC a.D. (Enigma)
- Маленький фриц (Глеб Самойлов)

### Дата выхода неизвестна
- Адюльтер (двойной альбом) (Владимир Асмолов)
- Привет от Лёньки Пантелеева (Анатолий Полотно)
- Делай Ю-Ю (Мумий Тролль)
- Дело вкуса (Валерий Леонтьев)
- Грешный путь (Валерий Леонтьев)
- Гуляй-поле (Монгол Шуудан)
- Fire (Inner City)
- Springtime for the World (The Blow monkeys)
- Switch-Blade Knaife (НАИВ)
- The Strong Survive (Skrewdriver)
- Страна Лимония (Дюна)
- Жопа (АукцЫон)
- Не беда (Чайф)
- Зимний сад (Алексей Глызин)
- Кувала зозуля (Ирина Билык)
- Вокруг света (Кар-мэн)
- Техноромантики (БИО)
- Инструкция по выживанию (Гражданская Оборона)
- Ересь (Контора)

## Самые успешные хиты года
Следующие композиции достигли наивысших мест в чартах по всему миру в 1990 году.
| # | Исполнитель     | Название             | Год  | Страна                       | Позиции в чартах |
| - | --------------- | -------------------- | ---- | ---------------------------- | --- |
| 1 | Sinéad O’Connor | Nothing Compares 2 U | 1990 | Ирландия                     | Великобритания 1 — Январь 1990 года; США Billboard 1 of 1990; Нидерланды 1 — January 1990; Швеция 1 — February 1990; Австрия 1 — March 1990; Швейцария 1 — February 1990; Норвегия 1 — February 1990; Poland 1 — March 1990; Германия 1 — February 1990; Éire 1 — January 1990; New Zealand 1 for five weeks, April 1990; Австралия 1 for eight weeks, May 1990; KROQ 1 of 1990; Australia 3 of 1990; US Cash Box 4 of 1990; Италия 8 of 1990; Europe 8 of the 1990s; Rate Your Music 9 of 1990; Germany 19 of the 1990s; Poland 59 of all time; Belgium 90 of all time; Acclaimed 113; OzNet 138;Rolling Stone 162; WXPN 661. |
| 2 | Madonna         | Vogue                | 1990 | Соединённые Штаты Америки    | UK 1 — Apr 1990, US BB 1 of 1990, US CashBox 1 of 1990, Sweden 1 — Apr 1990, Norway 1 — Apr 1990, Poland 1 — Apr 1990, New Zealand 1 for 4 weeks May 1990, Australia 1 for 4 weeks Aug 1990, Holland 2 — Apr 1990, Switzerland 2 — Apr 1990, Italy 5 of 1990, Germany 6 — Apr 1990, France 7 — Apr 1990, Austria 7 — May 1990, POP 7 of 1990, US BB 8 of 1990, RYM 8 of 1990, Australia 10 of 1990, Global 33 (5 M sold) — 1990, Party 181 of 2007, Germany 230 of the 1990s, Acclaimed 521, OzNet 881 |
| 3 | Vanilla Ice     | Ice Ice Baby         | 1990 | Соединённые Штаты Америки    | UK 1 — Nov 1990, US BB 1 of 1990, Holland 1 — Nov 1990, Éire 1 — Dec 1990, New Zealand 1 for 7 weeks Dec 1990, Australia 1 for 3 weeks Apr 1991, Sweden 2 — Nov 1990, Switzerland 2 — Nov 1990, Norway 2 — Dec 1990, Germany 2 — Jan 1991, Austria 3 — Nov 1990, US BB 4 of 1990, POP 4 of 1990, France 5 — Dec 1990, Australia 15 of 1991, US CashBox 21 of 1990, Party 42 of 2007, Italy 65 of 1991, Germany 82 of the 1990s, RYM 188 of 1990 |
| 4 | MC Hammer       | U Can’t Touch This   | 1990 | Соединённые Штаты Америки    | Holland 1 — Jul 1990, Sweden 1 — Aug 1990, Australia 1 of 1990, New Zealand 1 for 6 weeks Jul 1990, Australia 1 for 5 weeks Oct 1990, Switzerland 2 — Jul 1990, UK 3 — Jun 1990, Germany 3 — Jul 1990, US BB 5 of 1990, Austria 5 — Aug 1990, POP 5 of 1990, France 6 — Jun 1990, Norway 6 — Aug 1990, US BB 8 of 1990, Scrobulate 18 of rap, US CashBox 39 of 1990, RYM 63 of 1990, Germany 147 of the 1990s, RIAA 201, Party 214 of 1999, Acclaimed 1797 |
| 5 | Enigma          | Sadeness             | 1990 | Румыния · Австрия · Германия | UK 1 — Dec 1990, Holland 1 — Nov 1990, France 1 — Dec 1990, Austria 1 — Nov 1990, Switzerland 1 — Nov 1990, Norway 1 — Dec 1990, Germany 1 — Jan 1991, Éire 1 — Jan 1991, Sweden 2 — Dec 1990, Poland 2 — Dec 1990, US BB 5 of 1991, Italy 7 of 1991, Germany 21 of the 1990s, POP 43 of 1991, RYM 47 of 1990, OzNet 226 |

## Лучшие песни года (СССР)
- «Грешный путь» — Валерий Леонтьев
- «Память» — Валерий Леонтьев
- «Пригласите даму танцевать» — Алла Пугачёва
- «Маргарита» — Валерий Леонтьев
- «Белый снег» — Валерий Леонтьев

## Продажи
- Самый продаваемый альбом в США (Billboard Top 200) — Rhythm Nation 1814 (Джанет Джексон)
- Самый продаваемый альбом в Великобритании — The Immaculate Collection (Мадонна)
- Самый продаваемый сингл в США (Billboard Hot 100) — It Must Have Been Love (Roxette)
- Самый продаваемый сингл в Великобритании — Unchained Melody (The Righteous Brothers)

## Награды
- «Грэмми» за альбом года — Квинси Джонс за Back on the Block
- «Грэмми» за запись года — Фил Коллинз за Another Day in Paradise
- «Грэмми» за песню года — From a Distance (исполнитель — Бетт Мидлер)
- Brit Awards за лучшие британские записи: сингл — Enjoy the Silence (Depeche Mode), альбом — Listen Without Prejudice (Джордж Майкл)
- Лучшая песня согласно журналу Rolling Stone — Nothing Compares 2 U (Шинейд О’Коннор, автор — Принс)

### Зал славы рок-н-ролла
Исполнители:
- The Four Seasons (Фрэнки Валли, Боб Гаудио[англ.], Томми Девито[англ.] и Ник Масси)[2]
- The Four Tops (Ренальдо Бенсон[англ.], Лоуренс Пэйтон, Леви Стаббс[англ.] и Абдул Факир)[3]
- The Kinks (Дэйв Дэвис, Рэй Дэвис, Пит Куэйф и Мик Эйвори[англ.])[4]
- The Platters (Дэвид Линч, Херб Рид[англ.], Пол Роби, Зола Тейлор[англ.] и Тони Уильямс)[5]
- Simon & Garfunkel (Арт Гарфанкел и Пол Саймон)[6]
- The Who (Роджер Долтри, Кит Мун, Пит Таунсенд и Джон Энтвисл)[7]
- Хэнк Баллард[8]
- Бобби Дарин[9]

Раннее влияние:
- Луи Армстронг[10]
- Чарли Крисчен[11]
- Ма Рейни[12]

Неисполнители:
- Джерри Гоффин и Кэрол Кинг[13]
- Холланд — Дозье — Холланд[14]

### Зал славы авторов песен
- Джим Кроче[15]
- Мишель Легран[16]
- Смоки Робинсон[17]

Награда Джонни Мерсера:
- Джерри Бок[18]
- Шелдон Харник[англ.][19]

Награда Эйба Олмена издателю:
- Мартин Бандиер[англ.][20]
- Чарльз Коппелман[англ.][21]

Награда Сэмми Кана за жизненные достижения:
- Би Би Кинг[22]

Награда Хауи Ричмонда создателю хитов:
- Уитни Хьюстон[23]

Награда покровителю искусств:
- Эдгар Бронфман-младший[англ.][24]

### Зал славы кантри
- Теннесси Эрни Форд[25]

## Родились
- 1 февраля — Лора Марлинг — британская фолк-певица, гитаристка и автор песен.
- 3 февраля — Шон Кингстон — американский певец, рэпер, автор песен и актёр.
- 10 февраля — Чхве Суён — южнокорейская певица и актриса, участница группы Girls’ Generation.
- 16 февраля — The Weeknd — канадский певец и продюсер эфиопского происхождения.
- 1 марта — Кандил Балоч (ум. 2016) — пакистанская певица, актриса и блогер.
- 2 марта — Мот — российский рэпер.
- 14 марта — Антоха MC — российский рэпер.
- 26 марта — Ким Минсок — южнокорейский певец и актёр, участник группы Exo.
- 27 марта — Кимбра — новозеландская певица, автор песен и гитаристка.
- 8 апреля — Ким Джонхён (ум. 2017) — южнокорейский певец, автор песен и продюсер, солист группы SHINee.
- 13 апреля — Лодовика Комелло — итальянская актриса, певица и танцовщица.
- 16 апреля — Айдамир Мугу — российский певец.
- 21 апреля — Надежда Дорофеева — украинская певица, дизайнер и видеоблогер, солистка группы «Время и Стекло».
- 9 мая — Слава КПСС — российский рэпер и баттл-рэпер, участник объединения «Антихайп».
- 30 мая — Им Юна — южнокорейская актриса и певица, участница группы Girls’ Generation.
- 3 июня — Скриптонит — казахстанский рэпер и продюсер.
- 7 июня — Игги Азалия —  австралийская рэп-исполнительница и автор песен.
- 4 июля — Fredo Santana (ум. 2018) — американский рэпер.
- 28 июля — Soulja Boy — американский рэпер, танцор и музыкальный продюсер.
- 9 августа — Darkhan Juzz (ум. 2023) — казахстанский певец, автор песен, продюсер и музыкант.
- 15 августа — Нюша — российская певица, автор песен, композитор и актриса.
- 17 августа — Энди Картрайт (ум. 2020) — украинский и российский рэпер.
- 26 августа — Lil’ Chris[англ.] (ум. 2015) — британский певец, автор песен и актёр.
- 20 сентября — Филлип Филлипс — американский певец и музыкант.
- 1 октября — Чарли Макдоннелл — британский видеоблогер, певец, музыкант и автор песен.
- 16 октября — Йоханна Гвюдрун Йоунсдоттир — исландская певица.
- 23 октября — Стэн Уокер[англ.] — новозеландский певец, актёр и телеведущий австралийского происхождения.
- 7 ноября — Мэтт Корби[англ.] — австралийский певец и автор песен.
- 26 ноября
  - Рита Ора — британская певица, автор песен и актриса косоварского происхождения.
- 28 ноября — Zivert — российская певица.
- 10 декабря — Сакико Мацуи — японская певица и пианистка, участница группы AKB48.
- 20 декабря — Джоджо — американская певица.
- 26 декабря — Энди Бирсак — американский певец и музыкант, вокалист группы Black Veil Brides.
- 28 декабря — Дэвид Арчулета — американский певец, музыкант и автор песен.

## Скончались

### Январь
- 3 января — Артур Голд[англ.] (72) — американский пианист
- 15 января — Зено Ванча (89) — румынский композитор, музыковед и музыкальный педагог
- 18 января — Мелани Эпплби[англ.] (23) — британская певица, участница дуэта Mel and Kim
- 19 января — Альберто Семприни[англ.] (81) — британский пианист
- 23 января — Аллен Коллинз[англ.] (37) — американский музыкант и автор песен, сооснователь и гитарист группы Lynyrd Skynyrd

### Февраль
- 1 февраля — Питер Расин Фрикер (69) — британский композитор и музыкальный педагог
- 2 февраля — Мел Льюис (60) — американский джазовый барабанщик и бэндлидер
- 6 февраля — Джимми Ван Хьюзен (77) — американский композитор
- 8 февраля — Дел Шеннон (55) — американский певец, музыкант и автор песен
- 14 февраля — Тони Холидей (38) — немецкий певец и автор песен
- 24 февраля — Джонни Рей (63) — американский певец, пианист и автор песен
- 26 февраля — Корнелл Гантер[англ.] (53) — американский певец, вокалист группы The Coasters

### Март
- 5 марта — Мала Бегум[англ.] (47) — пакистанская закадровая исполнительница
- 8 марта — Эркки Аалтонен (79) — финский композитор и скрипач
- 11 марта — Мюриел Диксон[англ.] (86) — шотландская оперная певица (сопрано)
- 17 марта — Рик Греч (43) — британский мультиинструменталист, участник групп Family, Blind Faith и Traffic
- 19 марта — Эндрю Вуд (24) — американский певец и музыкант, вокалист группы Mother Love Bone

### Апрель
- 3 апреля — Сара Воан (66) — американская джазовая певица
- 25 апреля — Декстер Гордон (67) — американский джазовый саксофонист

### Май
- 1 мая — Серджо Франки[англ.] (64) — итальянский и американский певец и актёр
- 8 мая — Луиджи Ноно (66) — итальянский композитор и музыкальный педагог
- 16 мая — Сэмми Дэвис (64) — американский эстрадный артист, киноактёр и певец

### Июнь
- 4 июня — Стив Баторс[англ.] (40) — американский певец и музыкант, вокалист групп Dead Boys и The Lords of the New Church
- 6 июня — Джо Лосс (80) — британский музыкант, композитор и певец
- 14 июня — Эрна Бергер (89) — немецкая оперная певица (сопрано)
- 16 июня — Эва Тёрнер (98) — британская оперная певица (драматическое сопрано)
- 21 июня — Джун Кристи (64) — американская джазовая певица
- 22 июня — Элизабет Харвуд[англ.] (52) — британская оперная певица (лирическое сопрано)
- 25 июня — Пегги Глэнвилл-Хикс[англ.] (77) — австралийский композитор и музыкальный критик

### Июль
- 7 июля — Казуза (32) — бразильский рок-музыкант, певец и поэт
- 15 июля — Trouble T Roy[англ.] (22) — американский хип-хоп-танцор
- 16 июля — Сидни Торч[англ.] (82) — британский пианист, дирижёр и композитор
- 26 июля — Брент Мидленд[англ.] (37) — американский музыкант, клавишник группы Grateful Dead

### Август
- 14 августа — Лафайет Лик (71) — американский блюзовый и джазовый пианист, органист, вокалист и композитор
- 15 августа — Виктор Цой (28) — советский певец, музыкант и автор песен, лидер группы «Кино»
- 17 августа — Перл Бэйли (72) — американская актриса и певица
- 27 августа — Стиви Рэй Вон (35) — американский музыкант, певец, автор песен и продюсер, гитарист и фронтмен группы Double Trouble

### Сентябрь
- 2 сентября — Шари Биро[англ.] (83) — венгерская пианистка
- 6 сентября
  - Том Фогерти (48) — американский музыкант, ритм-гитарист группы Creedence Clearwater Revival
  - Александр Фридлендер (83) — советский дирижёр, композитор и музыкальный педагог

### Октябрь
- 1 октября — Фил Наполеон[англ.] (89) — американский джазовый трубач и бэндлидер
- 2 октября — Герман Адлер (90) — американский дирижёр и музыкальный педагог чешского происхождения
- 3 октября — Элеанор Стебер[англ.] (76) — американская оперная певица (сопрано)
- 4 октября — Рэй Стивенс[англ.] (35) — американский певец и актёр, вокалист группы Village People
- 6 октября
  - Ассер Фагерстрём[фин.] (78) — финский пианист и композитор
  - Дэнни Родригес[англ.] (22) — американский рэпер
- 8 октября — Барри Уилсон[англ.] (43) — британский рок-музыкант, барабанщик группы Procol Harum
- 14 октября — Леонард Бернстайн (72) — американский композитор, пианист и дирижёр
- 16 октября
  - Арт Блэйки (71) — американский джазовый барабанщик
  - Хорхе Болет (75) — американский пианист и дирижёр кубинского происхождения
- 27 октября — Шавьер Кугат (90) — американский бэндлидер, аранжировщик и певец испанского происхождения
- 31 октября — М. Л. Васантакумари[англ.] (62) — индийская певица и музыкант

### Ноябрь
- 3 ноября — Мэри Мартин (76) — американская актриса и певица
- 10 ноября — Ронни Дайсон[англ.] (40) — американский певец и актёр

### Декабрь
- 2 декабря — Аарон Копленд (90) — американский композитор, пианист, дирижёр и музыкальный педагог
- 7 декабря — Ди Кларк (52) — американский певец
- 18 декабря — Поль Тортелье (76) — французский виолончелист, композитор и музыкальный педагог